# Лангваген, Николай Яковлевич
Никола́й Я́ковлевич Лангва́ген (1873—1934) — гражданский инженер и архитектор, брат архитектора Владимира Лангвагена

## Биография
Родился в 1873 году.
Окончил Институт гражданских инженеров. Длительное время работал в Петербургской уездной земской управе. Строил здания в Санкт-Петербурге. Автор построек в Царском Селе. Известная постройка в Санкт-Петербурге — здание Новодеревенской земской школы (1909—1910).
Умер в 1934 году, похоронен на Волковском православном кладбище. Захоронение в период Великой Отечественной войны утрачено.

## Семья
Был женат с 11 января 1904 года на дочери действительного статского советника Н. А. Скабаланович Любови Николаевне (04.09.1882—?). Их дети:
- Николай (12.04.1905—?)
- Ольга (20.06.1907—?)
- Татьяна (12.04.1911—?)
- Нина (01.06.1913—?)